# Càssim ibn Ferro
Càssim ibn Ferro fou un ulema nascut a Xàtiva el 1143 i mort al Caire el 1194. Hi ha moltes variants del seu nom: Abu-l-Qàssim ibn Firruh ibn Àhmad al-Muqri adh-Dharir ar-Ruayní aix-Xatibí o, més senzillament, Abu-l-Qàssim ibn Firruh aix-Xatibí o encara l'imam aix-Xatib.
Estudià a Xàtiva i València i impartí classes a la madrassa al-Fallilla del Caire. A banda de ser molt estimat pels seus coneixements, se'l tenia per sant, ja que assegurava tenir visions.